# Evenkite
L'evenkite è un minerale, una paraffina di origine naturale. Il nome deriva dal distretto di Evenki, lungo la parte bassa del fiume Tunguska nella Siberia centrale. Descritto per la prima volta nel 1953 dal mineralogista A.V. Skropychev.
Nell'evenkite si trova l'idrocarburo n-tetracosano.

## Abito cristallino
Cristalli lamellari o tabulari,

## Origine e giacitura
La genesi primaria è idrotermale, quella secondaria è postvulcanica. Ha paragenesi con calcite, marcasite, calcedonio e idrialite.

Il minerale si trova nelle vene di quarzo vescicolare lavico.

## Forma in cui si presenta in natura
Si presenta in cristalli ceroidi larghi al massimo un centimetro, aggregati granulari massivi e impregnazioni.

## Caratteristiche fisico-chimiche
È plastica, flessibile; ha luminescenza bianco-bluastra forte nell'ultravioletto. È solubile in acqua calda e negli acidi. Fonde facilmente ed evapora al di sopra dei 45 °C.
- Peso molecolare: 338,66[3]-338,7 grammomolecole[4]
- Birifrangenza: δ: 0,049[1][4]
- Dispersione ottica: assente[1]
- Indici di rifrazione: 1,504 | 0 | 0 | 0 | 0 | 0[4]
- Magnetismo: assente[4]
- Dispersione chimica: assente[4]
- Molecole per unità di cella: 2[4]
- Volume di unità di cella: 2450 Å³[1]- 1277 Å³[4]
- Densità di elettroni: 1,05 g/cm³[3]
- Indici quantici[3]:
  - Fermioni: 0,0093853841
  - Bosoni: 0,9906146159
- Indici di fotoelettricità[3]:
  - PE: 0,12 barn/elettrone
  - ρ: 0,12 barn/cm³
- Indice di radioattività GRapi: 0 (il minerale non è radioattivo)[3]

## Località di ritrovamento
Nel distretto di Evenki, in un giacimento di mercurio nel bacino della Tunguska e nei giacimenti di Dubník e Merník in Slovacchia.